# Fridagymnasiet

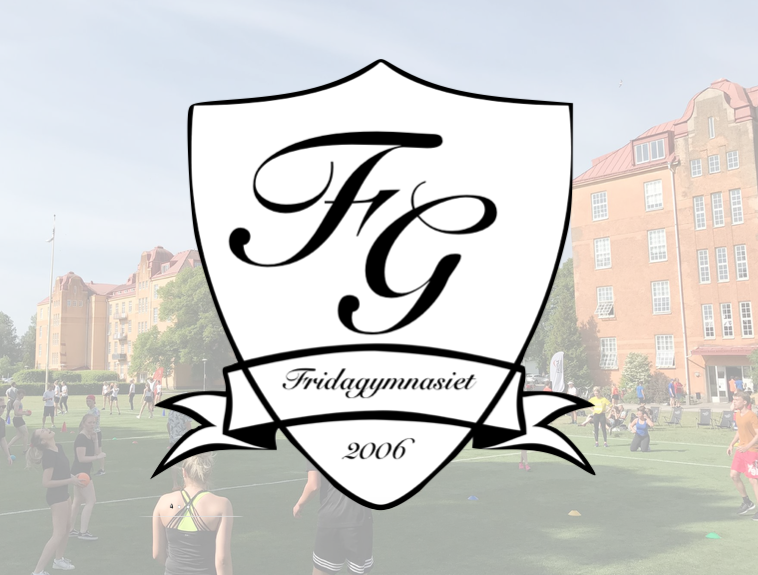
Välkomna att söka din gymnasieutbildning på Fridagymnasiet i Vänersborg.

Fridagymnasiet är en fristående gymnasieskola i Vänersborg, belägen i Hagaparken, som grundades 2006. 
Namnet på gymnasieskolan och koncernen är taget från poeten och sångförfattaren Birger Sjöberg, som nämner Frida i ett flertal verk, däribland Fridas bok. Tillsammans med Fridaskolan är Fridagymnasiet en del av Fridaskolorna som i sin tur är ett dotterbolag till Frida Utbildning. I koncernen ingår även utbildningsföretaget Didaktikcentrum. Skolan erbjuder tre studieförberedande utbildningar, Samhällsvetenskapsprogrammet, Naturvetenskapsprogrammet och Ekonomiprogrammet. Skolan har ungefär 225 elever.
Skolan var med på top 10 listan över svåraste gymnasier i Sverige att komma in på 2018. Det krävdes då 312,5 poäng för att komma in på NA-programmet
2023 toppade Fridagymnasiet Ednias ranking över "Topp 50 gymnasier med nöjdast elever i Sverige 2023" och 2024 var Fridagymnasiet på plats 16.   
Skolan var också 2024 en av de högst presterande gymnasierna i Fyrbodal.   
Eleverna på skolan får tillgång till egna kontor. Det är ca 6-8 elever som delar på varje kontor, och på kontoren kan de jobba självständigt.   
Eleverna har även programtid. När eleverna har programtid väljer de vad de vill jobba med i dialog med sina lärare, och det är därför de har kontoren, så att de kan sitta där och studera. Under programtiden finns även skolans samtliga lärandeytor till förfogande där det inte pågår lektioner för möjlighet att möta sina lärare och kurskompisar.    
Läsåret 2020/2021 öppnades Fridagymnasiet  i Mölnlycke med följande program,  Samhällsvetenskapsprogrammet, Naturvetenskapsprogrammet, Ekonomiprogrammet och Teknikprogrammet.  
Rektor för skolan i Vänersborg är Magnus Wallin och biträdande rektor är Mikael Sunnanquist. Fridagymnasiet och fridaskolan i helhet är känt för att vara den första skolkoncernen i Norden där skolmaten är svanenmärkt pga dess goda kvalitet och råvaror. 